# Serradifalco
Serradifalco (Serradifarcu in siciliano) è un comune italiano di 5 373 abitanti del libero consorzio comunale di Caltanissetta in Sicilia.
È denominato Paese delle Miniere e delle Tradizioni.

## Geografia fisica
Serradifalco è un centro agricolo e minerario della regione collinare tra il fiume Platani e il fiume Salso alle falde nordoccidentali della Serra Cusatino (643 m).
L'abitato è posto sul ciglio di una cavità carsica, occupata dal temporaneo lago Soprano di Serradifalco, detto anche Lago Cuba, riserva naturale protetta.
Le campagne, circostanti al centro abitato, sono ricche di oliveti, mandorleti, ficheti e vigneti, grazie alla presenza di numerose falde acquifere e sorgenti.
Facilmente raggiungibile grazie alle numerose arterie stradali e alla stazione ferroviaria. Serradifalco dista 21 km dal capoluogo di riferimento, Caltanissetta, ma è separata da soli 13 km da Canicattì, già territorio della provincia di Agrigento.50 km da Agrigento, 63 km da Enna e 160 km da Ragusa.
Ha un'exclave, Grotta d'Acqua, situata ad oriente rispetto al resto del territorio comunale e interamente circondata dal Comune di Caltanissetta.

## Storia
Secondo una leggenda locale, il nome della città di Serradifalco deriva dal fatto che nelle alture rocciose circostanti un tempo nidificavano numerosi falchi. Il nome trae origine proprio da una di queste rupi, poco distante dall'attuale centro abitato, da sempre denominata Serra del Falcone. Nel tempo il feudo assunse il nome Serra del Falco, per poi diventare Serradifalco.

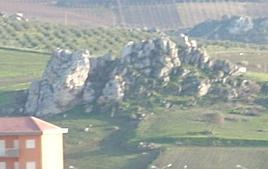
La Serra del Falco

Le terre della Serra del Falcone erano proprietà di Berengario Angileri che le ricevette in dono da Pietro I d'Aragona.
Il Feudo di Serradifalco si trova iscritto sin dal XIV secolo nella Contea di Caltanissetta. Nel 1493 il primo conte, Giovanni Tommaso Moncada, lo vendette a Niccolò Barresi di Pietraperzia. In seguito Serradifalco appartenne ad Antonio Rizzono, a Raimondo Moncada, a Giovanni Luigi Settimo, ad Antonio La Rocca e a Francesco Graffeo, che fu nominato Barone di Serradifalco a seguito della licenza di popolare (jus populandi) concessagli dall'Ufficio del Protonotaro del Regno il 6 dicembre 1640. Governatore del Regno in quell'anno era Mons. Pietro Corsetto, Vescovo di Cefalù.
A causa della giovane età del Barone Francesco Graffeo, a rappresentare i suoi interessi era la nonna, Donna Maria Ventimiglia e Sarzana, alla quale la licenza di popolare concedeva la facoltà di riunire una nuova popolazione e costruire nuove abitazioni, nonché l'utilizzo in esclusiva di tutte le risorse naturali del feudo.
Dopo 35 anni di signoria dei Graffeo, il 15 maggio 1652 il Feudo e il titolo di Barone di Serradifalco vennero venduti al palermitano Leonardo Lo Faso che diventò il primo barone di casa Lo Faso. Si deve a lui il vero e proprio sviluppo economico e demografico del comune di Serradifalco.
La famiglia Lo Faso non era di origine siciliana, ma lombarda. Il primo Lo Faso a giungere in Sicilia fu Antonio, che nel 1243 fu nominato da Federico II Governatore di Caltanissetta.
Serradifalco ha una lunga storia come centro per l'estrazione di minerali come zolfo e sali potassici. L’attività estrattiva è definitivamente cessata nel 1988, in conformità a quanto disposto dalla legge regionale n. 34, che ha sancito la chiusura delle miniere di zolfo siciliane.

## Monumenti e luoghi d'interesse

### Architetture religiose

#### Chiesa Madre

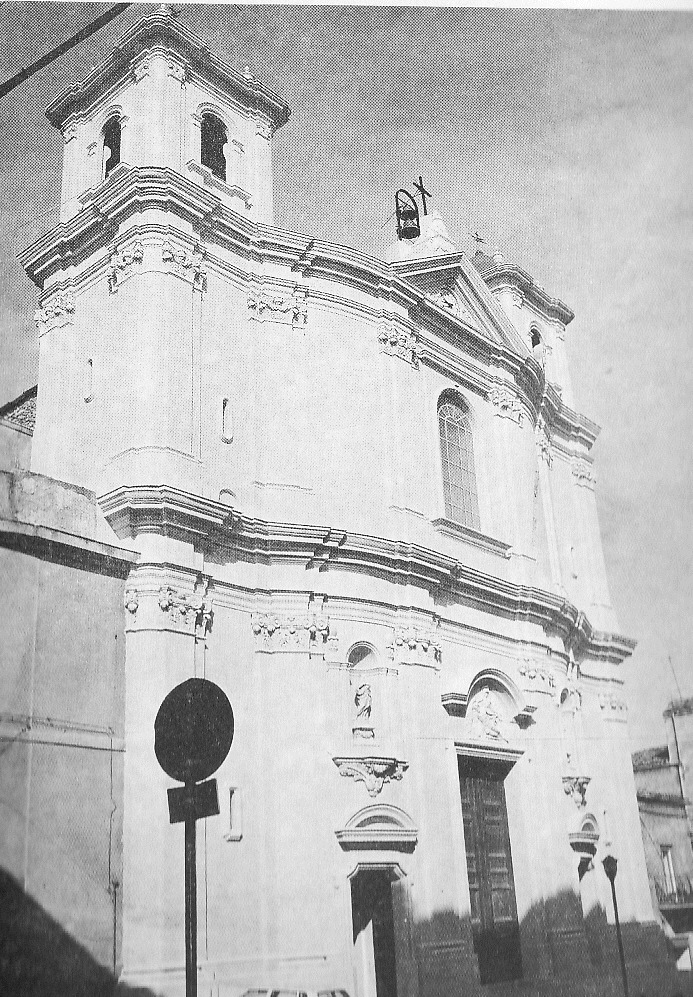
Chiesa Madre

La Chiesa Madre di San Leonardo Abate, venne edificata nel 1740. I lavori di costruzione si protrassero per oltre 100 anni. Venne consacrata nel 1845 da monsignor Stromillo, primo vescovo della diocesi di Caltanissetta. La facciata è a due ordini con spazi spartiti da fasci di paraste con capitelli compositi. Nel fastigio, timpano triangolare al centro e loggette campanarie arretrate ai lati. Al suo interno è conservata la statua lignea del 1662 raffigurante San Leonardo, opera dello scultore Giancarlo Viviano. Inoltre si possono ammirare gli affreschi di Leopoldo Messina, l'urna con il Cristo Deposto di Francesco Biancardi utilizzata durante i riti sacri del venerdì Santo. Di particolare importanza artistica sono anche i bassorilievi posti nel transetto raffiguranti scende di vita del santo patrono. Negli anni l'edificio ha subito diversi restauri. Gli ultimi lavori interni si sono conclusi nel 2006 e hanno visto lo spostamento dell'altare centrale e il rifacimento della pavimentazione. All'interno della Chiesa sono sepolte le spoglie di Francesco Leonardo Lo Faso, Duca di Serradifalco ed erede del primo fondatore del paese e di padre Felice Migliore, mercedario, morto in odore di santità. Le spoglie di quest'ultimo sono state traslate da Roma a Serradifalco.

#### Chiesa dell'Immacolata Concezione

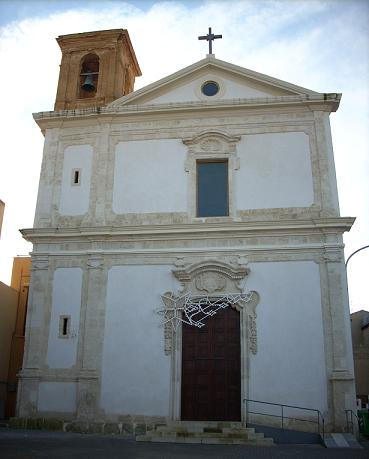
La Chiesa dell'Immacolata Concezione

La Chiesa dell'Immacolata Concezione è una costruzione della seconda metà del Settecento: la semplice facciata è ravvivata dagli stucchi che ornano il portale e la sovrastante finestra. È stata recentemente restaurata sia all'interno che all'esterno.
Al suo interno si può ammirare la tela raffigurante San Giuda Taddeo e la tela che ritrae Sant'Ignazio di Loyola e San Francesco Saverio, entrambe opere del palermitano Vito D'Anna. La piazza antistante la Chiesa è da sempre punto di aggregazione per tutti i residenti della zona.

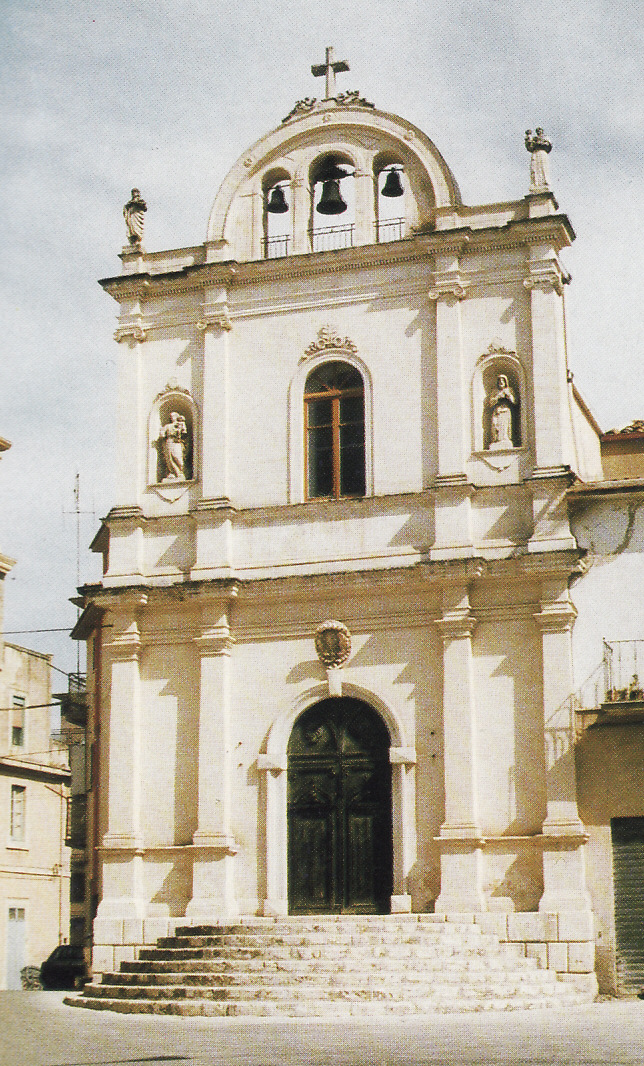
La Chiesa di San Francesco da Paola

#### Chiesa di San Francesco da Paola
Nelle vicinanze della Chiesa Madre sorge la Chiesa di San Francesco da Paola, in realtà dedicata alla Madonna del Rosario, iniziata nel maggio 1653 per volere di Donna Maria Ventimiglia che volle così mettere il nipote Francesco Griffeo, futuro Reggente di Serradifalco, sotto la protezione di San Francesco. La barocca chiesa si affaccia sulla piazza. Belle statue si trovano sul prospetto della chiesa (Madonna delle grazie e San Francesco di Paola) e sul gugliotto: a destra Sant'Antonio da Padova, mentre a sinistra c'è San Giovanni evangelista.
Fu la prima chiesa madre del paese, denominata anticamente anche Matrice del Cozzo e Chiesa del Ss. Rosario.

#### Chiesa della Madonna del Carmelo
La Chiesa della Madonna del Carmelo venne eretta nel '700. Conosciuta anche come Chiesa del Purgatorio (a lu Priato' in siciliano), sulla parete laterale destra all'interno della Chiesa si trova un grande dipinto raffigurante le anime sante del Purgatorio, inoltre vi è la statua lignea di Sant'Antonio Abate di un anonimo. Nelle cappelle laterali vi sono le statue di San Calogero, Sant'Antonio Abate, La Natività

#### Chiesa del Collegio di Maria
La Chiesa del Collegio di Maria, o Chiesa della Madonna Addolorata, sorge nei pressi della Chiesa Madre. Sin dal 1817 ospita l'Istituto di Suore Domenicane. Fu fatta edificare dal terzo arciprete di Serradifalco, Francesco Lio. L'interno della chiesa e la facciata sono stati realizzati dall'artista palermitano Leopoldo Messina. Custodisce alcuni affreschi che rappresentano la fuga in Egitto, la prima caduta, la crocifissione e l'Addolorata trafitta dal pugnale. Vi sono anche alcune cappelle laterali dedicate a Santa Rita, San Pasquale Baylon, Santa Agnese e alla Sacra Famiglia.

#### Chiesa di San Giuseppe
Ultima chiesa costruita in paese, edificata nel 1925, quattro anni dopo venne eretto il campanile. Fu intitolata al Patriarca San Giuseppe. Al suo interno vi è un'opera del 900 di Francesco Biancardi, il gruppo ligneo intitolato "San Giuseppe e il Bambin Gesù". Nelle cappelle laterali vi sono: Il Ss Crocifisso, Madonna Assunta, San Francesco D'Assisi è vi è un secondo simulacro del Patrono San Leonardo

#### Altre chiese
Vi sono inoltre:
- la Chiesa della Santa Croce, eretta all'ingresso del paese;
- la Chiesa del Calvario, che sorge sull'omonima altura dalla quale si può ammirare tutto l'abitato e la campagna circostante. Fu edificata nel 1812. Ogni anno viene rappresentata, nell'ambito della settimana santa, la scinnenza.
- la Cappella di Marici, posta in Contrada Marici, appena fuori dal centro abitato, lungo la strada che portava alle miniere. La Cappella è dedicata alla Santa Vergine Addolorata, protettrice dei minatori serradifalchesi e compatrona.

### Architetture civili
- Palazzo Duca: ubicato vicino alla Chiesa Madre, nell'omonima Via Duca, era l'antica sede del Duca di Serradifalco.
- Palazzo Barone Piazza: ubicato di fronte al Palazzo Duca, con caratteristica facciata.
- Palazzo dell'ex Fascio: costruzione risalente al periodo fascista ubicata in Corso Garibaldi, era adibita a scuola media fino alla metà degli anni ottanta. Lo scrittore Andrea Camilleri, che per alcuni mesi fu ospite di parenti a Serradifalco durante la seconda guerra mondiale, narra delle mura di questo edificio prese a mitragliate dai tedeschi, come segno di rabbiosa reazione verso i fascisti che si erano comportati da codardi.
- Palazzo di Città: nuovissima costruzione, ancora in fase di ultimazione, sede del Municipio, ubicata nell'elegante e verde Via Cavalieri di Vittorio Veneto.
- Teatro De Curtis: Inaugurato il 3 febbraio 2005, il Teatro Antonio De Curtis è una struttura moderna e funzionale con ampia sala teatro da 270 posti. Durante tutto l'anno è sede di rappresentazioni teatrali, recite, saggi musicali e manifestazioni culturali, nonché mostre di pittura e scultura. La scalinata antistante è utilizzata nel periodo estivo per le rappresentazioni esterne. Nella sala d'ingresso sono presenti sculture che rappresentano Totò ad opera dell'artista serradifalchese Leonardo Cumbo.

### Monumenti

#### Monumento per Tutte le Vittime del Terrorismo
Il monumento per commemorare tutte le vittime del terrorismo si trova tra Via Volpe e Via Papa Giovanni XXIII, in uno slargo realizzato appositamente per l'ubicazione dell'opera.
È stato inaugurato il 15 marzo 2004 ed è opera dell'artista Oscar Carnicelli.
Il monumento ha una composizione polimorfa costituita da elementi architettonici, grafici e scultorei; il tutto richiama il disastro delle Torri Gemelle di New York dell'11 settembre 2001 e l'eccidio di Nasiriyya del 12 novembre 2003.
Il muro di cemento armato sul quale si innesta tutta l'opera rappresenta la solidità dell'Occidente, mentre lo squarcio all'interno della parete raffigura la ferita provocata dalla violenza e dall'odio. Lungo il muro sono visibili due traiettorie che portano alla mente le scie degli aerei che si schiantano sulle due torri, anch'esse riconoscibili nell'opera. La diversità dei materiali e la loro particolare collocazione donano maggiore plasticità all'opera.

#### Monumento a San Giovanni Bosco
In Via San Giovanni Bosco, strada che collega Via Cavalieri di Vittorio Veneto a Via Papa Giovanni XXIII, è ubicato il monumento dedicato a San Giovanni Bosco. Si tratta di un mezzo busto bronzeo collocato su un piedistallo di cemento. L'opera è stata inaugurata il 31 gennaio 1986.

#### Monumento al Beato Papa Giovanni XXIII
In fondo alla Via Papa Giovanni XXIII si trova il monumento dedicato al Beato Papa Giovanni XXIII. L'opera consiste in una statua bronzea raffigurante il sommo pontefice.

#### Monumento a San Leonardo
Il monumento dedicato a San Leonardo, patrono del paese, si trova nell'omonima piazza, adiacente in Via De Gasperi. La statua del Santo è stata completamente finanziata e donata alla comunità serradifalchese, dalla signorina Concettina Murana, ex ostetrica comunale di Serradifalco.
San Leonardo è il protettore delle partorienti.

### Parchi, ville comunali e piazze
- Parco Urbano: parco naturale di circa 7,50 ettari posto nell'altura del Monte Calvario con suggestiva vista panoramica dall'alto sul paese, sul Lago Soprano e sull'intero Vallone con aree attrezzate per il tempo libero e lo svago. Da una parte del parco denominata Belvedere è possibile ammirare il Lago Soprano, il Monte Cammarata, il Monte San Paolino e molti centri abitati del Vallone. All'interno del parco è presente una folta macchia mediterranea insieme ad alberi secolari di pistacchio, ulivo e mandorlo.
- Parco delle Rimembranze: detto anche Villa dei Caduti, ospita al centro un monumento dedicato ai caduti in guerra. È ubicato nei pressi della Chiesa del Carmelo o Purgatorio.
- Villa Comunale: sita nel Quartiere Orto Piazza, in Via Papa Giovanni XXIII, è un autentico polmone verde con annesso parco giochi per bambini. All'interno, ci sono anche una fontana, un'area picnic e un campo da bocce.
- Villetta del Minatore: il salotto verde dei serradifalchesi, in Via Cavalieri di Vittorio Veneto, la via del passeggio. Vi è un monumento dedicato ai minatori caduti sul lavoro e in memoria della cultura mineraria del paese.
- Il Quadrato: è la piazza principale, intitolata a Vittorio Emanuele ma ribattezzata "quadrato" in virtù della sua forma per l'appunto quadrata.
- La Testa di l'acqua: caratteristica fontana, anticamente abbeveratoio per animali, ubicata nel Largo Fonte, tra aiuole e fiori. Testa racconta che ogni sette anni, «a mezzanotte in punto», «si svolge una fiera magica» nella piazzetta davanti alla fontana.[8]
- Piazzetta San Leonardo Abate: è una piazza di recentissima costruzione, inaugurata il 7 agosto 2010, sita in Via De Gasperi. La piazza è intitolata al patrono di Serradifalco del quale per altro ospita anche una statua bronzea, donata alla cittadinanza una decina di anni fa da una fedele. È diventata un luogo di ritrovo per i giovani del paese e per i bambini, che ogni pomeriggio vi vanno a giocare a calcio.

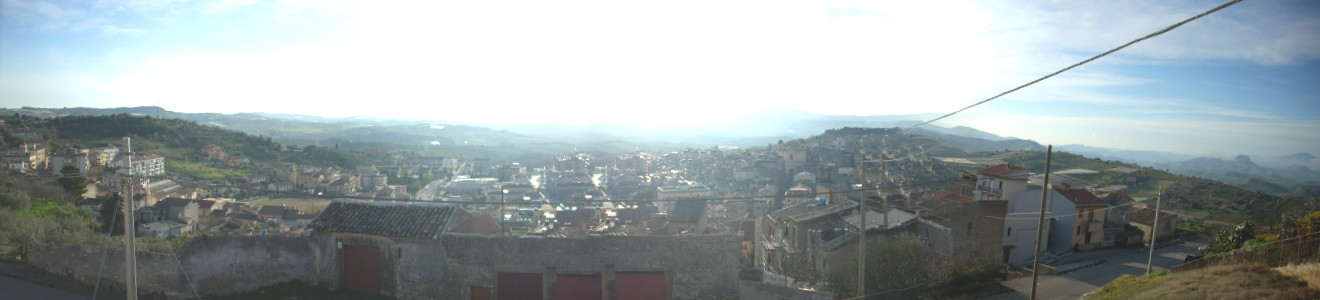
Serradifalco visto dall'alto

### Aree naturali

#### Lago Soprano
Il Lago Soprano, detto anche Cuba, è un'attrazione che predomina nel panorama serradifalchese.
Si tratta di una cavità superficiale caratteristica dei terreni carsici. Le acque provengono prevalentemente dalle piogge: il bacino idrico non presenta immissari né emissari, per cui la sua estensione e il livello delle acque sono molto variabili.
In periodi di forti precipitazioni l'estensione massima raggiunta ha coperto una superficie di 15 ettari con una profondità massima delle acque di 2,5 metri. Durante il periodo estivo, a causa della siccità, il lago spesso si prosciuga.
Questo specchio d'acqua faceva parte di un insieme di zone umide costituito da tre laghi: il Lago Soprano, che si trovava a nord est di Serradifalco, il Lago Medio e il Lago Sottano. L'attuale Lago Soprano o Cuba corrisponde all'antico Lago Medio. Il Lago è riserva naturale orientata.
Nel 1991 è stato inserito nel Piano Regionale di Parchi e Riserve Orientate. Presenta una variegata fauna d'acqua e volatile, stanziale e migratoria, tra cui la folaga, il moriglione, il tarabusino, la pittima reale, l'alzavola, la gallinella d'acqua e il raro svasso. In acqua trovano habitat ideale le tartarughe palustri. Di notevole importanza è la flora lacustre tipica delle zone umide, con piante rare e in via d'estinzione.

#### Contrada Grottadacqua
Contrada Grottadacqua è una zona rurale ricadente nel territorio di Serradifalco. La Contrada si trova lungo la strada statale 640 ed è circondata a sud est dalle Montagne Grottadacqua Zubbi che costeggiano le Contrade Gaddira e Giulfo.
La Borgata di Grottadacqua sorge su un'altura gessosa detta Lu Vanzu dalla caratteristica forma di cresta di gallo.
Grottadacqua incanta per la sua bellezza selvaggia ed è un importante sito archeologico: si rinvengono insediamenti agricoli che risalgono al neolitico, all'età del rame e all'età del bronzo. Qui si trova una necropoli micenea con sepolcri.

## Società

### Evoluzione demografica
Abitanti censiti

### Tradizioni e folclore

#### Festa di San Leonardo
Il santo patrono di Serradifalco è San Leonardo, Abate di Noblac. Il giorno a lui dedicato è il 6 novembre. A Serradifalco, però, la festa religiosa si celebra la seconda domenica di agosto. Alla messa solenne celebrata presso la Chiesa Madre segue la processione, molto sentita anche da fedeli provenienti da tutta la Sicilia, tra le vie del paese.

#### Festa di Maria SS. Addolorata
Compatrona del paese è la Madonna Addolorata, protettrice dei minatori serradifalchesi, la cui festa si celebra la terza domenica di settembre. A Serradifalco, originariamente, la festa è legata alla omonima chiesa del Collegio di Maria ed ha la sua origine intorno al 1820. Ma la devozione dei serradifalchesi verso la Madonna Addolorata risale alla seconda metà del Settecento quando esisteva l'altare di Santa Maria del Sette Dolori nella chiesa del Purgatorio. In contrada Marici, dove si incontrano le strade che portano alle miniere Bosco e Rabbione vi è una cappella votiva dedicata all'Addolorata. Avanti ad essa i minatori si fermavano a pregare, prima di condursi alle vicine miniere e di ritorno da esse per ringraziare Maria per il buon esito della giornata. Oggi quella di Maria SS Addolorata è una delle due feste principali del paese, con luminarie, musiche ed altre manifestazioni culturali e folkloristiche di cornice.
La domenica successiva si celebra la festa dell'Ottava dell'Addolorata, con la caratteristica processione della Madonna portata a spalla dai minatori, nella Chiesetta di Marici, alle porte del paese, nell'antica strada verso le miniere. I simulacri della Madonna sono due, uno in legno di proprietà del Collegio di Maria, l'altro con il capo, le mani ed i piedi in cera e indossa abiti scuri ed è custodito all'interno della Chiesa Madre.

#### La Settimana Santa
Suggestivo, pieno di fede, tradizione e folklore è il periodo della Settimana Santa. Il mercoledì Santo, in piazza San Francesco viene rappresentata dal vivo l'Ultima Cena e la Passione di Cristo, con il processo, grazie al vescovo Antonino Migliore che rilanciò la Settimana santa serradifalchese.
Il giovedì mattina avviene la processione dell'Addolorata, Maddalena e San Giovanni. I simulacri vengono portati a spalla dai devoti, tradizionalmente legati al circolo degli agricoltori locali.
La mattina del Venerdì Santo, ha luogo la Real Maestranza, o "Viaggiu di li mastri", a cui prendono parte i membri del circolo artigiani "San Giuseppe", che sfilano con la tradizionale "annacata"; gli artigiani, vestiti a lutto, visitano le chiese cittadine in cui è esposto il Santissimo Sacramento.
Nel tardo pomeriggio, sul tetto della Chiesa del calvario, avviene la rappresentazione sacra della Scinnenza, con personaggi in costume che recitano il copione dell'Orioles, risalente alla fine del 1700. 
A seguire, c'è la Via Crucis per le vie del paese, con l'urna che contiene il corpo di Gesù portata in processione a spalla. Anche in quest'occasione il passo adottato dai portatori è l'annacata che prevede tre passi avanti e uno indietro. L'urna è seguita dalle statue della Madonna, di San Giovanni e di maria Maddalena portate in spalla dalle donne.

#### Latavulata di San Giusé
Altra festa che coinvolge tutta la comunità è quella in onore di San Giuseppe Artigiano, che si celebra la terza domenica di maggio. La festa è organizzata dal circolo degli artigiani e si svolge di fronte alla Chiesa di San Giuseppe dove viene allestita una mensa su di un palco, con personaggi viventi, detta la tavulata di San Giuse'. La tavolata imbandita rende la festa molto suggestiva e sentita; alla tavola siedono la Madonna, San Giuseppe e il Bambinello Gesù, che viene scelto per tradizione tra i figli degli artigiani e ha il compito di benedire la tavola. Le famiglie prescelte si preparano al grande giorno confezionando abiti di broccato adorni di applicazioni e fili dorati. Allestiscono presso le proprie abitazioni altari ricoperti da drappi di stoffa lunghi e vistosi che vengono adornati con fiori e veli. Su questi altarini realizzati nelle rispettive abitazioni siedono tutta la mattinata con mani giunte e atteggiamento composto i due personaggi che interpretano la Madonna e il piccolo Gesù bambino. Amici e parenti per tutta la giornata vengono a fare visita. Intorno a mezzogiorno il corteo con musica si dirige verso la casa di San Giuseppe che esce con un'aureola e un bastone fiorito, quindi si raggiungono le abitazioni di Maria e del Bambinello Gesù. Tutti insieme si dirigono poi verso la chiesa di San Giuseppe dove è allestita la tavolata. La festa si conclude a sera con la processione del simulacro del Santo per le vie del paese cui segue al suo rientro in chiesa uno spettacolo pirotecnico.

#### Altre feste
Nel periodo estivo primeggia ogni sera l'estate serradifalchese, un cartellone ricco di spettacoli musicali, saggi, recite e mostre.
Da visitare nel periodo natalizio il presepe vivente in Contrada Balate e i vari presepi allestiti nelle chiese del paese.
Il giorno dell'Epifania la caratteristica processione dei Re Magi tra le vie del paese fino alla capanna di Gesù Bambino in Contrada Balate.

## Cultura

### Cucina
Serradifalco si ritrova una vocazione culinaria innata. Una gastronomia rinomata e apprezzata in ambito regionale e non solo. Il settore della ristorazione locale gode di ottima salute e fama e i prodotti tipici locali come formaggi, ricotta, mandorle, pistacchi, miele, olio, vino e pasta "di casa" sono molto conosciuti. È infatti il paese con più ristoranti, bar e pizzerie di tutti i comuni appartenenti alla provincia di Caltanissetta.
Il giorno di San Martino, l'11 novembre, e per l'Immacolata, l'8 dicembre, sono da gustare gli 'nciminati, tipico impasto locale, a base di farina di pane e semi di finocchio, condito all'antica con olio paesano e spezie e accompagnato da un buon bicchiere di vino rosso novello locale. Anche l'arte pasticciera è rinomata: taralli, cuddrureddri, sfingi, cannoli e cassata a farla da padrone.
Grande successo hanno le sagre della salsiccia, della stigliola (tipica specialità locale), della pizza e le fiere dei prodotti tipici e dell'agroalimentare.

### Letteratura
Serradifalco viene nominata in Candido, ovvero un sogno fatto in Sicilia di Leonardo Sciascia. In particolare il protagonista del romanzo, Candido Munafò, vi nasce all'interno di una grotta.

## Economia
Fino alla fine degli anni ottanta è rimasta in funzione la Miniera Bosco della Montecatini-Edison, ricco giacimento di zolfo e sali potassici. La sua chiusura ha cambiato l'economia secolare del paese, oggi legata ad attività prevalentemente commerciali, agricole (mandorle, cereali, uva, legumi ed olive), all'allevamento del bestiame e al settore dei servizi. Sul territorio sono presenti anche piccole e medie industrie nel campo del vetro, della metalmeccanica, del sale alimentare e del legno.
Apprezzabile è l'artigianato nel settore del ferro, del legno, del vetro e dei ricami.

## Amministrazione
Di seguito è presentata una tabella relativa alle amministrazioni che si sono succedute in questo comune.
| Periodo          | Periodo          | Primo cittadino       | Partito                            | Carica              | Note   |
| ---------------- | ---------------- | --------------------- | ---------------------------------- | ------------------- | ------ |
| 22 marzo 1989    | 7 giugno 1990    | Michele Territo       | Democrazia Cristiana               | Sindaco             | [ 10 ] |
| 7 giugno 1990    | 31 luglio 1992   | Michele Territo       | Democrazia Cristiana               | Sindaco             | [ 10 ] |
| 26 giugno 1994   | 25 maggio 1998   | Michele Ninfa         | Partito Democratico della Sinistra | Sindaco             | [ 10 ] |
| 25 maggio 1998   | 17 maggio 2000   | Concetta Blando       | centro-sinistra                    | Sindaca             | [ 10 ] |
| 8 giugno 2000    | 27 novembre 2000 | Francesco Marsala     |                                    | Comm. straordinario | [ 10 ] |
| 27 novembre 2000 | 22 febbraio 2005 | Bernardo Alaimo       | centro-sinistra                    | Sindaco             | [ 10 ] |
| 3 marzo 2005     | 17 maggio 2005   | Angelo Greco          |                                    | Comm. straordinario | [ 10 ] |
| 17 maggio 2005   | 15 marzo 2010    | Michele Ricotta       | lista civica                       | Sindaco             | [ 10 ] |
| 15 marzo 2010    | 1º giugno 2010   | Onofrio Zaccone       |                                    | Comm. straordinario | [ 10 ] |
| 1º giugno 2010   | 4 settembre 2014 | Giuseppe Maria Dacquì | lista civica                       | Sindaco             | [ 10 ] |
| 4 settembre 2014 | 1º giugno 2015   | Antonino Virga        |                                    | Comm. straordinario | [ 10 ] |
| 1º giugno 2015   | in carica        | Leonardo Burgio       | LSP - lista civica                 | Sindaco             | [ 10 ] |

### Gemellaggi
- Colfontaine[11]

## Sport

### Calcio
La principale squadra di calcio della città è F.C.D. Serradifalco 1973 che milita in Promozione girone C. I colori sociali sono: l'azzurro ed il bianco. È nato nel 1973.

### Impianti sportivi
Serradifalco è ricco di impianti sportivi. Il paese è infatti fornito di un campo sportivo comunale, nel quale gioca la locale squadra di calcio, una palestra comunale, un campo da tennis.

### La collana Vita e Cultura Serradifalchese
- Salvatore Galletti, Elementi di cultura popolare, 1984.
- Salvatore Galletti, Aneddoti popolari, 1985.
- Salvatore Galletti, Súrfaru e Surfarara, 1986. Edito da Lussografica nel 1996. ISBN 88-8243-017-0
- Giuseppe Piccillo, Leonardo Insalaco, 1988.
- Salvatore Galletti, Dal baronaggio alla cassa rurale, 1989.
- Salvatore Galletti, La serra del falco, 1990.
- Salvatore Galletti, Chiese e Santi nella storia di Serradifalco, 1994.
- Salvatore Galletti, Ragguagli sul Comune di Serradifalco - L'Ottocento, 2001.

L'autore Luciano Luigi Domanti, nella stesura del romanzo La luna di Serradifalco edito da Ila Palma nel 1990, si è giovato delle opere storiche di Salvatore Galletti su Serradifalco.

### Fuori collana
- Giuseppe Testa, Serradifalco, 1990, a cura della Amministrazione Comunale.